# Problepsis rotifera
Problepsis rotifera är en fjärilsart som beskrevs av Louis Beethoven Prout 1916. Problepsis rotifera ingår i släktet Problepsis och familjen mätare. Inga underarter finns listade i Catalogue of Life.